# Ла Форс (герцогство)
Герцогство Ла Форс (фр. duché de La Force) — французское герцогство-пэрство, образованное в 1637 году для членов знатной семьи Комонов, сеньоров деревушки Ла-Форс на территории современного французского департамента Дордонь.
Начало династии было положено в XI столетии первым сеньором де Комон.
Будучи протестантами, отец и братья первого герцога де Ла Форс Жака Номпара де Комона, были убиты в 1572 году в ходе кровавой резни Варфоломеевской ночи. Впоследствии члены семьи верно служили королям Франции на полях сражений, однако по-прежнему оставались в протестантской вере.
Барония Ла Форс возведена в статус маркизатства в 1609 году, и затем, в 1637 году, стала герцогством-пэрством.
30 сентября 1744 года Арман де Комон погиб в возрасте 23 лет в сражении при Кунео. Права на герцогский титул были переданы дальнему родственнику, Бертрану (1724—1773), а затем его сыну Луи-Жозефу Номпару (1768—1838) и далее его потомкам. В 1909 году его праправнук Огюст-Арман (1878—1961), вновь принял титул герцога де Ла Форс. В наши дни потомков семьи Ла Форс можно обнаружить в Португалии, в США и в Канаде.

## Сеньоры де Комон
- Кало I (ок. 1050)
- Жоффруа I
- Кало II (участник первого крестового похода)
- Додон
- Санчес
- Ришар, 6-й сеньор де Комон и де Лозен
- Бегон
- Гийом I
- Гийом II
- Бертран (? —1314), сын предыдущего (участник битвы при Куртене в 1296 году)
- Гийом III (1269— ?), сын предыдущего, сенешаль Тулузы (1334 год)
- Гийом-Раймон I (? —1371), сын предыдущего
- Номпар I, сын предыдущего, 13-й сеньор де Комон

## Сеньоры де Комон, Самазан, Монпюйан, Кастельно и Бербигюр

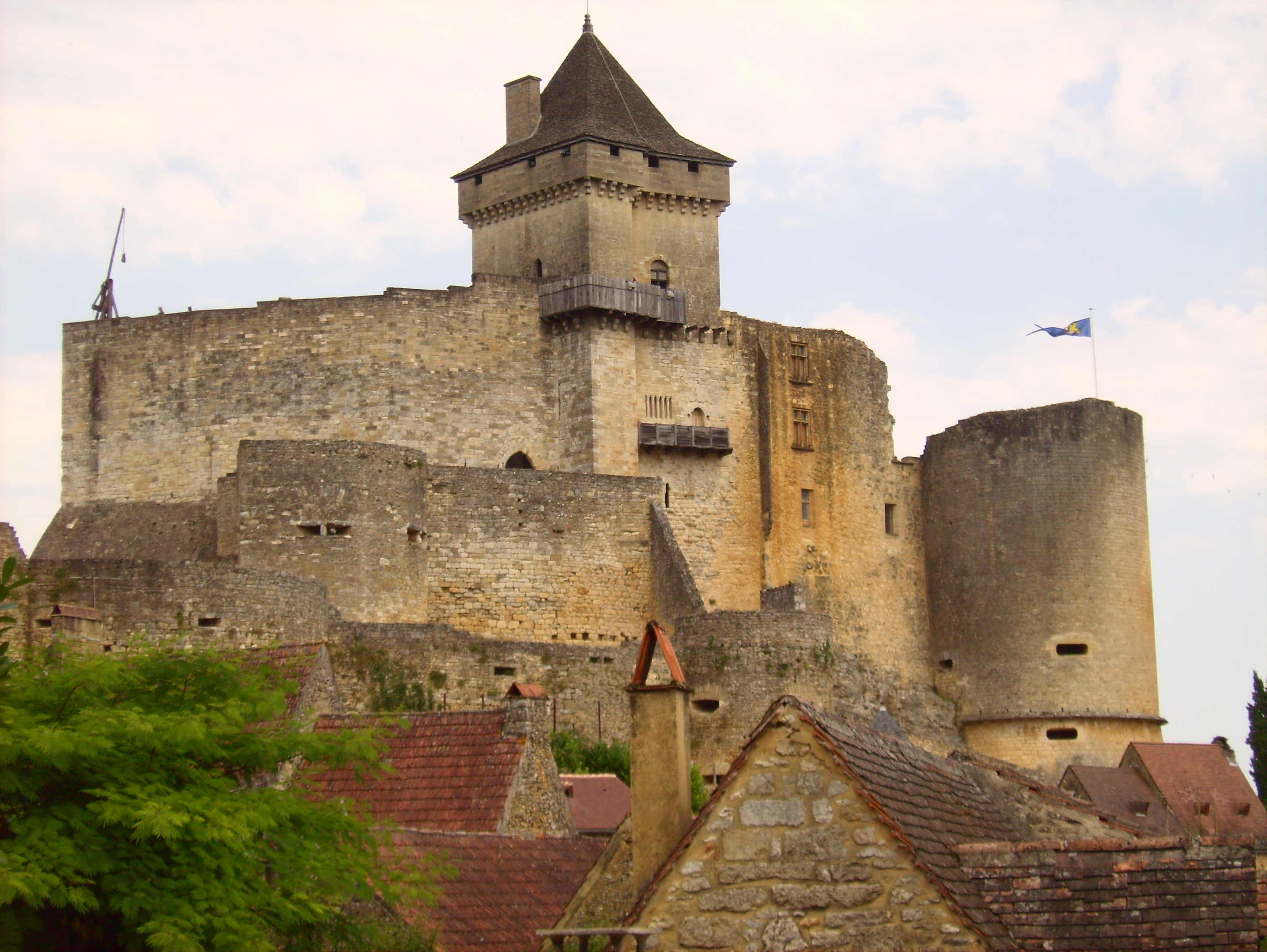
Замок Кастельно

- Гийом-Раймон II (? —1418), сын предыдущего, 14-й сеньор де Комон, 5-й сеньор де Самазан и Монпюйан, 1-й сеньор Кастельно и Бербигюр
- Номпар II (1392—1428), старший сын предыдущего

## Сеньоры де Кастельно
- Бранделис (1420— ?), второй сын предыдущего, 2-й сеньор де Кастельно
- Франсуа I (? —1514), сын предыдущего
- Шарль II (? —1527), сын предыдущего, 4-й сеньор де Кастельно
- Франсуа (1524—1572), старший сын Шарля II (убит в Варфоломеевскую ночь), 5-й сеньор де Кастельно
- Жоффруа (ок.1510—1574), брат предыдущего и второй сын Шарля II, соратник короля Генриха IV (1553-1610), был рядом с королём при его убийстве[2]
- Анна де Комон (1574—1642), дочь Жоффруа.

## Герцоги де Ла Форс

Герб герцогов де Ла Форс

1. Жак-Номпар де Комон (ок.1558—1652), племянник Жоффруа де Комона, барон, затем маркиз и, наконец, 1-й герцог де Ла Форс, пэр Франции, сеньор де Кастельно, маршал Франции (1622 год)
2. Арман-Номпар де Комон (ок. 1580—1675), сын предыдущего, маркиз, а затем, герцог де Ла Форс (с 1652 года), пэр Франции, маршал Франции (1652 год)
3. Анри-Номпар де Комон (1582—1678), младший брат предыдущего, сеньор, а затем маркиз де Кастельно, с 1675 года герцог де Ла Форс, пэр Франции
4. Жак Номпар II де Комон (1632—1699), внук предыдущего, барон де Буассе, с 1678 года герцог де Ла Форс, пэр Франции, барон де Кастельно, де Комон, де Тоннен, де Кюнак и де Буле
5. Анри-Жак де Комон (1675—1726), сын предыдущего, маркиз и с 1698 года герцог де Ла Форс, пэр Франции, член Французской академии (1715 год), Французской академии наук (1718 год)
6. Арман Номпар II де Комон (1679—1764), брат предыдущего, маркиз де Комон, маркиз, а с 1726 года, герцог де Ла Форс, пэр Франции, маркиз д'Агме
7. Жак Номпар III де Комон (1714—1755), сын предыдущего, маркиз, а с 1730 года, герцог де Ла Форс (известный как, де Комон), пэр Франции
8. Арман Номпар II де Комон (1679—1764), отец предыдущего (повторно принял герцогство), герцог де Ла Форс с 1755 года, пэр Франции
9. Луи-Жозеф Номпар де Комон (1768—1838), маркиз, а затем герцог де Ла Форс (герцог по патенту с 1787 года),  гранд Испании, бригадный генерал (1814 год), член Палаты пэров), дальний родственник и супруг внучки предыдущего
10. Франсуа-Пьер Бертран Номпар де Комон (1772—1854), герцог де Ла Форс, депутат, член Палаты пэров, брат предыдущего
11. Эдмон-Мишель-Филибер Номпар де Комон (1818—1857), внук предыдущего
12. Огюст-Люк Номпар де Комон (1803—1882), герцог де Ла Форс, сенатор Второй империи, дядя предыдущего
13. Оливье-Эммануэль де Комон (1839—1909), герцог де Ла Форс
14. Огюст де Комон-Лафорс (1878—1961), герцог де Ла Форс, историк, член Французской академии (1925 год)
15. Жак де Комон-Лафорс (1912—1985), герцог де Ла Форс
16. Анри-Жак Номпар де Комон-Лафорс (1944—), 15-й герцог де Ла Форс